# Бывалицы
Бывалицы — село в Вяземском районе Смоленской области России. Входит в состав Тумановского сельского поселения. Население — 322 жителя (2007 год).
Расположена в восточной части области в 27 км к северо-востоку от Вязьмы, в 6 км севернее автодороги М1 «Беларусь». В 1,5 км северо-восточнее села расположена железнодорожная станция Туманово на линии Москва — Минск.

## История
В годы Великой Отечественной войны село было занято гитлеровскими войсками в октябре 1941 года, освобождено в марте 1943 года.
В 2004 году посёлок преобразован в село.

## Известные уроженцы и жители
- Горшков, Анатолий Герасимович (1941—2006) — известный учёный в области механики деформируемого твёрдого тела.